# Pedrinho (football, 1976)
Pour les articles homonymes, voir Pedrinho.
José Pedro Santos, dit Pedrinho, est un footballeur brésilien né le 6 septembre 1976. Il est milieu de terrain.